# Золотая панда
Китайская золотая панда (англ. Chinese Gold Panda, китайский: 熊猫 金币; пиньинь: xióngmāojīnbì) — золотые инвестиционные монеты, выпускающиеся в Китайской Народной Республике. Дизайн монеты «Золотая панда» изменяется ежегодно (за одним исключением — 2001 и 2002 год совпадает), начиная с начала выпуска в 1982 году. Изображение на оборотной стороне монеты (аверс) остается неизменным с 1992 года. Монеты бывают разных размеров и номиналов, начиная от 1/20 унции — 1,5 г до 1 тройской унции — 31,1 г (и более крупные). Существует также серия инвестиционных монет «Серебряная панда», выпускаемая в аналогичном дизайне.

## История
Китай выпустил свои первые золотые монеты, изображающие большую панду в 1982 году весом 1, 1/2, 1/4 и 1/10 тройской унции 99,9%-го чистого золота. Начиная с 1983 года была добавлена ещё одна монета весом 1/20 тройской унции. В последующие годы были также выпущены монеты весом в 5 и 12 унций. Эти популярные инвестиционные монеты выпускаются качества Prooflike и анциркулейтед. С 2001 года было решено не менять дизайн монет, таким образом, монеты 2002 года были идентичны монетам 2001 года, но коллекционеры высказались в пользу ежегодных изменений, и Китай вернулся к своей первоначальной традиции.
Несколько монетных дворов осуществляют выпуск монет Золотая панда: Пекин,Шэньчжэнь, Шанхай и Шэньян. В отличие от монет, выпущенных российскими монетными дворами, которые содержат информацию о монетном дворе, китайские монетные дворы не ставят отметок. В отдельные годы выпуска были незначительные вариации в размере даты, стиле храма, дизайне монеты и т. д., которые позволяют определить монетный двор.

## Описание
Аверс: изображён Храм Неба в центре с названием государства китайскими иероглифами на вершине («Китайская Народная Республика»), ниже указан год выпуска.
Реверс: различные изображения панды, меняющиеся каждый год (за исключением 2001 и 2002 годов). Официальный поставщик золота и серебра для монет «Золотая панда» и «Серебряная панда» — China Gold Coin Corporation (CGCC).
| Год  | Описание изображения аверса                                  | Изображение аверса |
| 1982 | Панда сидит и ест бамбук                                     |                    |
| 1983 | Панда, прогуливающаяся в роще бамбука                        |                    |
| 1984 | Панда полулёжа ест бамбук                                    |                    |
| 1985 | Панда качается на бамбуке                                    |                    |
| 1986 | Панда, прогуливающаяся в роще бамбука                        |                    |
| 1987 | Панда пьёт воду из пруда в бамбуковой роще                   |                    |
| 1988 | Панда сидит и держит бамбук                                  |                    |
| 1989 | Панда полулёжа ест бамбук                                    |                    |
| 1990 | Панда на скале недалеко от бамбука                           |                    |
| 1991 | Панда сидит и ест бамбук                                     |                    |
| 1992 | Панда на ветке дерева                                        |                    |
| 1993 | Панда на скале, смотрит на бамбук                            |                    |
| 1994 | Панда сидит и ест бамбук                                     |                    |
| 1995 | Панда вертикально держит бамбук                              |                    |
| 1996 | Панда цепляется за дерево                                    |                    |
| 1997 | Панда сидит на ветке дерева                                  |                    |
| 1998 | Полулежащая панда на скале                                   |                    |
| 1999 | Панда на скале, смотрит вниз                                 |                    |
| 2000 | Панда сидит и держит бамбук                                  |                    |
| 2001 | Панда идёт через бамбуковую рощу                             |                    |
| 2002 | Панда идёт через бамбуковую рощу (такой же дизайн, как 2001) |                    |
| 2003 | Панда ест бамбук                                             |                    |
| 2004 | Панда-мать и детёныш прижимаются друг к другу                |                    |
| 2005 | Панда-мать сидит, детёныш стоит рядом                        |                    |
| 2006 | Пара панд сидит и ест бамбук                                 |                    |
| 2007 | Панда-мать с сидящим детёнышем ест бамбук                    |                    |
| 2008 | Панда-мать и играющий детёныш                                |                    |
| 2009 | Пара панд сидит, обращены друг к другу                       |                    |
| 2010 | Панда облокотилась на другую панду                           |                    |
| 2011 | Панда-мать рядом с детёнышем                                 |                    |
| 2012 | Панда-мать сидит рядом с детёнышем                           |                    |
| 2013 | Три панды пьют воду                                          |                    |
| 2014 | Панда играет с веткой дерева                                 |                    |
| 2015 | Панда ест бамбук                                             |                    |
| 2016 | Панда, обнимающая ствол дерева                               |                    |

## Номиналы
Золотые панды являются законным платёжным средством в Китайской Народной Республике, в настоящее время выпускаются монеты с номинальной стоимость 500, 200, 100, 50 и 20 юаней; с 1982 по 2000 год они были выпущены номиналом 100, 50, 25 и 10 юаней, номинал в 5 юаней был добавлен в 1983 году. Они соответствуют 1, 1/2, 1/4, 1/10 и 1/20 тройской унции золота соответственно. Исключение составляет 1991 год, когда монета в 1 грамм была выпущена номиналом 3 юаня.
| Номинальная стоимость | Номинальная масса золота | Общая масса | Диаметр  | Толщина |
| --------------------- | ------------------------ | ----------- | -------- | ------- |
| 500 юаней             | 1 тройская унция         | 31,103 г    | 32,05 мм | 2,70 мм |
| 200 юаней             | 1/2 тройской унции       | 15,5515 г   | 27,00 мм | 1,85 мм |
| 100 юаней             | 1/4 тройской унции       | 7,7758 г    | 21,95 мм | 1,53 мм |
| 50 юаней              | 1/10 тройской унции      | 3,1103 г    | 17,95 мм | 1,05 мм |
| 20 юаней              | 1/20 тройской унции      | 1,5552 г    | 13,92 мм | 0,83 мм |

## Золотая панда — монета 2016 года
С 2016 года начинается новая эра для монет Китайская Золотая панда. Старая система тройских унций будет заменена на метрическую систему граммов — стандартную систему масс, используемую в Китайской Народной Республике.

## Характеристики новой метрической монеты
| Номинальная стоимость | Номинальная масса золота | Общая масса | Диаметр | Толщина |
| --------------------- | ------------------------ | ----------- | ------- | ------- |
| 500 юаней             | 0,9645 тройской унции    | 30 г        | 32 мм   | 2,70 мм |
| 200 юаней             | 0,4823 тройской унции    | 15 г        | 27 мм   | 1,85 мм |
| 100 юаней             | 0,2572 тройской унции    | 8 г         | 22 мм   | 1,53 мм |
| 50 юаней              | 0,0965 тройской унции    | 3 г         | 18 мм   | 1,05 мм |
| 20 юаней              | 0,0322 тройской унции    | 1 г         | 10 мм   | 0,83 мм |